# Patrimoine national (film)
Pour plus de détails, voir Fiche technique et Distribution.
Patrimoine national (Patrimonio nacional) est un film espagnol réalisé par Luis García Berlanga, sorti en 1981. Le film est le deuxième volet d'une trilogie initiée par La Carabine nationale et complétée par Nacional III.

## Synopsis
Après la mort de Franco en 1975, le marquis de Leguineche retourne dans son palais à Madrid. Il essaie d'entrer en contact avec la famille royale nouvellement restaurée.

## Fiche technique
- Titre : Patrimoine national
- Titre original : Patrimonio nacional
- Réalisation : Luis García Berlanga
- Scénario : Luis García Berlanga et Rafael Azcona
- Photographie : Carlos Suárez
- Montage : José Luis Matesanz
- Société de production : In-Cine Compañía Industrial Cinematográfica et Jet Films
- Pays :  Espagne
- Genre : Comédie
- Durée : 112 minutes
- Dates de sortie : 
  -  Espagne : 26 mars 1981

## Distribution
- Luis Ciges : Segundo
- Luis Escobar : le marquis de Leguineche
- Agustín González : Padre Calvo
- José Luis López Vázquez : Luis José
- Alfredo Mayo : Nacho
- José Lifante : Goyo
- Mary Santpere : Condesa
- Amparo Soler Leal : Chus
- Syliane Stella : Solange
- José Luis de Vilallonga : Álvaro

## Distinctions
Le film a été présenté en sélection officielle en compétition au Festival de Cannes 1981.